# Graphocephala guerreroensis
Graphocephala guerreroensis är en insektsart som beskrevs av Fowler 1899. Graphocephala guerreroensis ingår i släktet Graphocephala och familjen dvärgstritar. Inga underarter finns listade i Catalogue of Life.